# Sharon Stocker
Sharon Stocker (La Grange, ...) è un'archeologa statunitense è conosciuta, insieme a suo marito, l'archeologo Jack L. Davis, per aver guidato un team internazionale di ricercatori che hanno scoperto una tomba di un guerriero dell'età del bronzo nel sud-ovest della Grecia. La tomba intatta di 3500 anni è stata nominata tomba del guerriero del Grifone dal team di ricerca durante lo scavo iniziale nel maggio 2015..
Stocker è attualmente ricercatrice associata senior e direttore di pubblicazioni per gli scavi dell'Università di Cincinnati al Palazzo di Nestore in Grecia. È stata condirettrice di indagini archeologiche nelle antiche città di Epidamnos e Apollonia, in Albania. La sua esperienza professionale "risiede nell'analisi della ceramica della media età del bronzo e della prima colonizzazione greca nel Mediterraneo occidentale"

## Istruzione
Stocker si è laureata in storia e studi classici presso la Denison University (BA 1981). Ha conseguito uno studio post laurea in Studi Classici all'Università di Cincinnati (1982-1984) e all'Università dell'Illinois a Chicago (1991-1993). Dal 1993 al 2009 Stocker ha proseguito gli studi presso l'Università di Cincinnati, conseguendo un Master in studi classici nel 1996 e un PhD in Preistoria greca nel 2009.

## Tomba del guerriero del Grifone
La tomba del guerriero del Grifone è stata scoperta a maggio 2015 da un team internazionale di ricercatori, guidato da Stocker e Davis, e sponsorizzato dall'Università di Cincinnati. Nell'ottobre 2015 il Ministero della Cultura della Grecia ha annunciato la scoperta: "Sono stati scoperti più di 1.400 reperti, tra cui una spada di bronzo lunga tre piedi con un'elsa d'avorio, quattro anelli d'oro massiccio - più di quelli trovati in ogni singola sepoltura altrove in Grecia - pettini e sculture in avorio, raffiguranti grifoni e un leone ".

## Agata del guerriero di Pilo
Due anni dopo lo scavo iniziale della tomba del guerriero del Grifone, il team dell'Università di Cincinnati ha fatto un'altra straordinaria scoperta che è diventata la scoperta più significativa fino ad oggi: una pietra finemente intagliata di circa 1,4 pollici di lunghezza con dettagli del manufatto visibili solo sotto ingrandimento. Conosciuto come Agata del guerriero di Pilo, il sigillo è stato incrostato in pietra calcarea e i ricercatori hanno impiegato più di un anno per pulirlo e restaurarlo.

## Selezione di pubblicazioni
- Sharon R. Stocker e Jack L. Davis, The Lord of the Gold Rings: The Griffin Warrior of Pylos, in Hesperia, vol. 85, n. 4, 2016,  pp. 627-655, DOI:10.2972/hesperia.85.4.0627, JSTOR 10.2972/hesperia.85.4.0627.
- Sharon R. Stocker e Jack L. Davis, The Medieval Deposit from the Northeast Gateway at the Palace of Nestor, in Hesperia, vol. 82, n. 4, 2013,  pp. 673-731, DOI:10.2972/hesperia.82.4.0673, JSTOR 10.2972/hesperia.82.4.0673.
- Valasia Isaakidou, Paul Halstead, Jack L. Davis e Sharon R. Stocker, Burnt animal sacrifice at the Mycenaean 'Palace of Nestor', Pylos., in Antiquity, vol. 76, n. 291, 2015,  pp. 86-92, DOI:10.1017/S0003598X00089833. URL consultato il 26 dicembre 2017.
- Sharon R. Stocker, Tammie Gerkie e Jack L. Davis, Sourcing Volcanic Millstones from Greco-Roman Sites in Albania, in Journal of Field Archaeology, vol. 31, n. 2, 2006,  pp. 137-146, JSTOR 40024953.
- Sharon R. Stocker e Jack L. Davis, Animal Sacrifice, Archives, and Feasting at the Palace of Nestor, in Hesperia, vol. 73, n. 2, 2004,  pp. 179-195, DOI:10.2972/hesp.2004.73.2.179, JSTOR 4134892.